# Lucas Pouille
Lucas Pouille (* 23. Februar 1994 in Grande-Synthe) ist ein französischer Tennisspieler.

## Karriere

### Bis 2015: Anfänge und Etablierung auf der ATP Tour
In seiner Juniorenkarriere konnte Pouille bis 2010 je einen Titel im Einzel und einen im Doppel gewinnen. Auf der ITF Future Tour konnte er in den Jahren 2012 und 2013 je zwei Einzelturniere für sich entscheiden. In Montpellier und Marseille sowie für die French Open erhielt er 2013 jeweils eine Wildcard und kam so zu seinen ersten Einsätzen auf der ATP World Tour. Während er bei den ersten beiden Turnieren in der ersten Runde ausschied, schaffte er bei den French Open den Sprung in die zweite Runde, wo er gegen den Bulgaren Grigor Dimitrow verlor. In der ersten Runde hatte er den US-Amerikaner Alex Kuznetsov in drei Sätzen besiegt. Ende 2013 konnte er sich erstmals in den Top 200 der Weltrangliste platzieren.
Im Jahr 2014 erreichte Pouille einmal das Finale eines Turniers auf der ATP Challenger Tour sowie drei weitere Halbfinals. Zum Ende der Saison überraschte er beim Masters von Paris-Bercy, wo er nach erfolgreicher Qualifikation in den ersten beiden Runden mit Fabio Fognini und Ivo Karlović zwei Top-30-Spieler besiegte und erst in der dritten Runde gegen Roger Federer ausschied.
2015 konnte er bei den großen Turnieren keine Erfolge erzielen und schied insbesondere bei allen vier Grand-Slams in der ersten Runde aus. Lediglich beim Masters von Monte-Carlo im April kam er nach einem Erstrundensieg gegen Dominic Thiem in die zweite Runde, unterlag dort aber dann deutlich Rafael Nadal. Trotzdem konnte sich Pouille dadurch in die Top 100 nach vorne arbeiten. Erfolgreicher war er bei den kleineren Turnieren: in Auckland (ATP Tour 250) zum Jahresbeginn und in Hamburg (ATP Tour 500) im Juli erreichte er jeweils erstmals das Halbfinale dieser Turnierkategorien.

### 2016–2018: Erfolgreichste Jahre mit fünf Titeln
2016 konnte Pouille dann auch bei den großen Turnieren auf sich aufmerksam machen. Gleich zu Jahresbeginn erreichte er im Doppel bei den Australian Open mit seinem Partner Adrian Mannarino als ungesetztes Paar das Halbfinale. Sie unterlagen dort den späteren Turniersiegern Jamie Murray und Bruno Soares. Auch im Einzel gelangen ihm in diesem Jahr große Erfolge. Beim Masters von Miami kam er ins Achtelfinale, beim Masters von Rom erreichte er – als Lucky Loser – sogar das Halbfinale, wo er gegen den späteren Turniersieger Andy Murray ausschied. Bei beiden Turnieren konnte er den Top-10-Spieler David Ferrer schlagen. Bei Grand-Slam-Turnieren kam er zweimal bis ins Viertelfinale. In Wimbledon gewann er in der dritten Runde gegen Juan Martín del Potro in vier und im Achtelfinale gegen Bernard Tomic in fünf Sätzen, danach schied er gegen Tomáš Berdych in drei Sätzen aus. Bei den US Open hatte er in der dritten Runde Roberto Bautista Agut und im Achtelfinale Rafael Nadal jeweils in fünf Sätzen geschlagen, er unterlag dann seinem Landsmann Gaël Monfils in drei Sätzen. Durch den Erfolg bei den US Open stieg er in die Top 20 der Weltrangliste auf. Bereits im April stand Pouille in Bukarest das erste Mal in einem ATP-Tour-Finale, verlor aber in zwei Sätzen gegen Fernando Verdasco. Im September konnte er in Metz dann seinen ersten Titel gewinnen, er besiegte dort im Finale Dominic Thiem in zwei Sätzen.
Die Saison 2017 verlief äußerst erfolgreich für Pouille. Bei den Grand-Slam-Turnieren konnte er zwar seine Ergebnisse aus dem Vorjahr nicht ganz bestätigen, er erreichte aber dennoch erstmals die dritte Runde bei den French Open und außerdem das Achtelfinale bei den US Open. Erneut kam er ins Halbfinale eines Masters-Turniers, diesmal in Monte-Carlo. Im Laufe der Saison konnte der Franzose außerdem drei Titelgewinne feiern. In Budapest gelang ihm als topgesetzter Spieler im April sein erster Turniererfolg auf Sand. Im Juni gewann er in Stuttgart sein erstes Turnier auf Rasen, nachdem er dort im Achtelfinale gegen Jan-Lennard Struff bereits einen Matchball hatte abwehren müssen und damit kurz vor dem Ausscheiden stand. Mit seinem Sieg in Wien im Oktober war Pouille der einzige Spieler der Saison 2017, der auf allen drei Belägen ein Turnier gewinnen konnte. Zudem erreichte er in Marseille das Finale.
Die Saison 2018 begann ebenfalls stark für Pouille. In den ersten beiden Monaten stand er bei drei Turnieren im Finale, gewinnen konnte er davon das Turnier von Montpellier im Februar. Ende März stand er eine Woche lang in den Top 10 der Weltrangliste und erreichte damit die bis dahin höchste Platzierung seiner Karriere. Diese gute Form konnte er den Rest der Saison jedoch nicht mehr halten. Wie im Vorjahr war er auf Grand-Slam-Ebene bei den French Open und den US Open am erfolgreichsten, diesmal erreichte er jeweils die dritte Runde. Abgesehen von dem Turnier von Stuttgart, wo er bis ins Halbfinale kam, erreichte er aber nur noch einmal das Achtelfinale eines Turniers und fiel bis Ende des Jahres deshalb aus den Top 30 der Weltrangliste.

### Ab 2019: Grand-Slam-Halbfinale und Verletzungssorgen
Sein größter Erfolg bei einem Grand-Slam-Turnier gelang Pouille 2019 bei den Australian Open. Nach zwei Viersatzsiegen gegen Borna Ćorić und Milos Raonic kam er bis ins Halbfinale, musste sich dort dem späteren Turniersieger Novak Đoković aber deutlich in drei Sätzen geschlagen geben. Bis zu den French Open gelang Pouille – abgesehen von einem Challenger-Erfolg in Bordeaux – bei sieben Turnieren dann jedoch nur ein Sieg. Bei den French Open unterlag er in der zweiten Runde in fünf Sätzen Martin Kližan, in Wimbledon in der dritten Runde in drei Sätzen Roger Federer. Die beiden erfolgreichsten Turniere neben den Australian Open waren das Masters von Cincinnati sowie das Turnier von Tokio, wo Pouille jeweils ins Viertelfinale kam und beide Male – wie auch bei den Australian Open – gegen Novak Đoković verlor. Zudem erreichte er das Halbfinale des Turniers von Metz.
Im Jahr 2020 bestritt Pouille aufgrund anhaltender Verletzungsprobleme kein Turnier auf der ATP Tour.

### Davis Cup
2016 spielte Pouille bei der Viertelfinalbegegnung gegen Tschechien erstmals für die französische Davis-Cup-Mannschaft. Er gewann seine Debütpartie gegen Jiří Veselý in drei Sätzen. Im Halbfinale schied das französische Team aus. 
Er gewann mit der Mannschaft den Davis Cup 2017 mit einem 3:2 gegen die belgische Davis-Cup-Mannschaft. Im Finale gewann er eines seiner zwei Einzelmatches. Beim Davis Cup 2018 erreichte er mit der Mannschaft erneut das Finale, hier mussten sie sich dem Team aus Kroatien geschlagen geben, nachdem er seine Einzelpartie gegen Marin Čilić verloren hatte. Seit 2018 spielte Pouille nicht mehr im Davis Cup.

## Erfolge
| Legende (Anzahl der Siege)  |
| Grand Slam                  |
| ATP World Tour Finals       |
| ATP World Tour Masters 1000 |
| ATP World Tour 500 (1)      |
| ATP World Tour 250 (4)      |
| ATP Challenger Tour (3)     |

| ATP-Titel nach Belag |
| Hartplatz (3)        |
| Sand (1)             |
| Rasen (1)            |

### Einzel

#### Turniersiege

##### ATP World Tour
| Nr. | Datum              | Turnier     | Belag         | Finalgegner        | Ergebnis       |
| --- | ------------------ | ----------- | ------------- | ------------------ | -------------- |
| 1.  | 25. September 2016 | Metz        | Hartplatz (i) | Dominic Thiem      | 7:65, 6:2      |
| 2.  | 30. April 2017     | Budapest    | Sand          | Aljaž Bedene       | 6:3, 6:1       |
| 3.  | 18. Juni 2017      | Stuttgart   | Rasen         | Feliciano López    | 4:6, 7:65, 6:4 |
| 4.  | 29. Oktober 2017   | Wien        | Hartplatz (i) | Jo-Wilfried Tsonga | 6:1, 6:4       |
| 5.  | 11. Februar 2018   | Montpellier | Hartplatz (i) | Richard Gasquet    | 7:62, 6:4      |

##### ATP Challenger Tour
| Nr. | Datum           | Turnier              | Belag         | Finalgegner   | Ergebnis |
| --- | --------------- | -------------------- | ------------- | ------------- | -------- |
| 1.  | 5. Mai 2019     | Bordeaux             | Sand          | Mikael Ymer   | 6:3, 6:3 |
| 2.  | 12. Mai 2024    | Mauthausen           | Sand          | Jozef Kovalík | 6:3, 6:3 |
| 3.  | 6. Oktober 2024 | Mouilleron-le-Captif | Hartplatz (i) | Quentin Halys | 6:4, 6:4 |

#### Finalteilnahmen
| Nr. | Datum            | Turnier       | Belag         | Finalgegner           | Ergebnis      |
| --- | ---------------- | ------------- | ------------- | --------------------- | ------------- |
| 1.  | 25. April 2016   | Bukarest      | Sand          | Fernando Verdasco     | 3:6, 2:6      |
| 2.  | 26. Februar 2017 | Marseille (1) | Hartplatz (i) | Jo-Wilfried Tsonga    | 4:6, 4:6      |
| 3.  | 25. Februar 2018 | Marseille (2) | Hartplatz (i) | Karen Chatschanow     | 5:7, 6:3, 5:7 |
| 4.  | 3. März 2018     | Dubai         | Hartplatz     | Roberto Bautista Agut | 3:6, 4:6      |

## Abschneiden bei Grand-Slam-Turnieren

### Einzel
| Turnier         | 2013 | 2014 | 2015 | 2016 | 2017 | 2018 | 2019 | 2020 | 2021 | 2022 | 2023 | 2024 | 2025 | Karriere |
| --------------- | ---- | ---- | ---- | ---- | ---- | ---- | ---- | ---- | ---- | ---- | ---- | ---- | ---- | -------- |
| Australian Open | Q2   | 1    | 1    | 1    | 1    | 1    | HF   | —    | —    | 1    | —    | —    | 1    | HF       |
| French Open     | 2    | 1    | 1    | 2    | 3    | 3    | 2    | —    | 1    | 1    | 2    | Q1   |      | 3        |
| Wimbledon       | —    | Q1   | 1    | VF   | 2    | 2    | 3    |      | 1    | —    | Q3   | 3    |      | VF       |
| US Open         | Q2   | —    | 1    | VF   | AF   | 3    | 2    | —    | 1    | —    | —    | Q3   |      | VF       |

Zeichenerklärung: S = Turniersieg; F, HF, VF, AF = Einzug ins Finale / Halbfinale / Viertelfinale / Achtelfinale; 1, 2, 3 = Ausscheiden in der 1. / 2. / 3. Hauptrunde; Q1, Q2, Q3 = Ausscheiden in der 1. / 2. / 3. Qualifikationsrunde; nicht ausgetragen